# Dermbach
Dermbach est une commune allemande de l'arrondissement de Wartburg, Land de Thuringe.

## Géographie
Dermbach se situe dans le Vordere Rhön, la vallée de la Felda.
La commune comprend Glattbach, Lindenau, Lindigshof, Mebritz, Oberalba et Unteralba.
| Oechsen          | Weilar          | Urnshausen |
| Geisa            | Dermbach        | Wiesenthal |
| Brunnhartshausen | Neidhartshausen |            |

Dermbach se trouve sur la Bundesstraße 285.

## Histoire
Dermbach est mentionné pour la première fois en 1186 sous le nom de Tirmbach.
Dermbach avec les villages de Glattbach, Oberalba et Unteralba est de 1603 à 1706 la scène d'une chasse aux sorcières. Vingt-quatre femmes et un homme subissent un procès, neuf sont exécutés, sept meurent de la torture ou en prison.
Le 4 juillet 1866, a lieu une bataille de la guerre austro-prussienne opposant les troupes bavaroise et prussienne. Personne n'est vainqueur. Du côté de la Prusse 48 hommes sont tombés, la Bavière perd 62 hommes.
La commune actuelle est issue de la fusion le 30 juin 2009 d'avec Glattbach (53 habitants), Lindenau (36), Lindigshof (21) et Mebritz (25).

## Personnalités liées à la commune
- Cäsar Rüstow (1826-1866), officier prussien mort à Dermbach
- Dankmar Adler (1844-1900), architecte né à Stadtlengsfeld
- Herbert Schirmer (1945-), homme politique né à Stadtlengsfeld
- Hildegard Korner (1959-), athlète né à Urnshausen
- Ronny Ackermann (né en 1977), spécialiste du combiné nordique
- Philipp Marschall (né en 1988), skieur de fond
- Thomas Bing (né en 1990), skieur de fond

## Source de la traduction
- (de) Cet article est partiellement ou en totalité issu de l’article de Wikipédia en allemand intitulé « Dermbach » (voir la liste des auteurs).